# Aleochara fenyesi
Aleochara fenyesi är en skalbaggsart som beskrevs av Max Bernhauer 1905. Aleochara fenyesi ingår i släktet Aleochara och familjen kortvingar. Inga underarter finns listade i Catalogue of Life.